# نمک پیریلیوم
نمک پیریلیوم (به انگلیسی: Pyrylium salt) با فرمول شیمیایی C5H5O+ یک ترکیب شیمیایی با شناسه پاب‌کم 851833 است. که جرم مولی آن ۸۱٫۰۹ گرم بر مول می‌باشد. 